# Шукуров, Эмиль Джапарович
Эмиль Джапарович Шукуров (1938—2019) — киргизский учёный в области географии, биологии и экологии, доктор географических наук, профессор, член-корреспондент НАН Кыргызстана, заслуженный деятель науки КР.

## Биография
Родился 19 января 1938 года, сын лингвиста Джапара Шукуровича Шукурова.
Окончил Киргизский государственный университет по специальности «биолог-зоолог» (1960) и аспирантуру биолого-почвенного факультета МГУ (1963).
В 1963—1993 годах работал в Киргизском институте микробиологии и гигиены.
В 1993—1998 гг. старший научный сотрудник, зам. директора и директор Института биологии Национальной академии наук КР. В 1998—2000 гг. заведующий отделом и заместитель директора Института философии НАН.
С 2000 г. работал в экологических проектах по сохранению биоразнообразия, в проектах Всемирного банка, ПРООН, Международного союза охраны природы, фонда «Сорос — Кыргызстан» и фонда Кристенсен, Всемирного фонда дикой природы, Международного общества охраны природы.
Кандидат биологических наук (1968), Доктор географических наук (1992), профессор, член-корреспондент Национальной академии наук Кыргызской Республики, заслуженный деятель науки Кыргызской Республики.
Принимал участие в создании Атласа Киргизской ССР, редактор 18 карт. Автор Зоогеографической карты Кыргызстана. Организатор первого в Кыргызстане экологического движения «Алейне».
В 2016 году избран депутатом Бишкекского городского кенеша, но в ноябре 2017-го добровольно сдал мандат.
Умер 23 августа 2019 года.